# Flemming Quist Møller
Flemming Oluf Quist Møller, född 19 maj 1942 i Taarbæk nära Köpenhamn, död 31 januari 2022 i Köpenhamn, var en dansk animatör, illustratör, filmarbetare, manusförfattare och musiker. Han spelade i musikgruppen Bazaar tillsammans med Peter Bastian och Anders Koppel. Quist Møller skapade den fiktiva figuren Djungeldjuret Hugo. Som filmskapare arbetade han både med spelfilm och animerad film sedan kortfilmsdebuten 1964.
Han var far till Carl Quist Møller (född 24 juni 1964).